# Facultad de Bromatología (UNER)
La Facultad de Bromatología es una de las nueve facultades de la Universidad Nacional de Entre Ríos. Se encuentra ubicada en la ciudad de Gualeguaychú, provincia de Entre Ríos, Argentina. 

## Historia
Sus inicios se remontan a la Escuela Superior de Bromatología de la Universidad Nacional del Litoral que comenzó a funcionar en 1972. Fue inaugurada oficialmente el 23 de junio de 1972 y su primer director fue el Doctor Jorge A. Roko.
En agosto de 1986 la Asamblea Universitaria aprueba convertir la Escuela Superior en Facultad. En 1991 se inaugura el edificio propio en un inmueble que perteneciera a la Banca Nazionale del Lavoro.

## Carreras

### De grado
- Licenciatura en Bromatología
- Licenciatura en Nutrición
- Medicina Veterinaria
- Farmacia
- Bioquímica

### De posgrado
- Maestría en Salud Familiar & Comunitaria - (a distancia)

### Pregrado
- Técnicatura en Química
- Tecnicatura en Gestión Gastronómica
- Tecnicatura en Control Bromatológico (a distancia)

## Autoridades
- Decano:  Lic. Gustavo Alberto Isaack
- Vicedecana: Lic. María Tulia Aizaga
- Sec. Académica: Lic. Hugo Gimenez
- Sec. Administrativa: Cr. Nicolás Elías Zonis
- Sec. Extensión Universitaria y Cultura: Lic. José Antonio Dorati
- Sec. Investigación: Dra Rosa Ana Abalos